# Черниговский автозавод
ЧАО «Черниговский автозавод» (ЧАЗ) (укр. ПрАТ «Чернігівський автозавод») — частное (закрытое) акционерное общество; украинский производитель автобусов и троллейбусов, расположенный в Чернигове.

## История
Черниговский завод запасных автомобильных частей был построен как филиал ПО "Горьковский автомобильный завод" (Черниговский завод карданных валов), который специализировался на производстве карданных валов.
После провозглашения независимости Украины завод перешёл в ведение Министерства машиностроения, военно-промышленного комплекса и конверсии Украины. 
В мае 1995 года Кабинет министров Украины утвердил решение о приватизации завода, в дальнейшем государственное предприятие было преобразовано в ОАО «Черниговавтодеталь» и, помимо выпуска основной продукции (запасных частей к автомашинам и сельскохозяйственной технике) в конце 1990-х стало одним из крупнейших сборщиком автомобилей ГАЗа на Украине. В августе 2002 года сборка автомашин ГАЗ была прекращена.
В августе 2003 года, в результате реорганизации, на площадях завода был создан автосборочный завод корпорации «Эталон» (при этом, производство карданных валов было сохранено на предприятии ООО «Украинский кардан»).
19 сентября 2003 с конвейера завода сошёл первый автобус БАЗ 2215 «Дельфин»; в течение первого года производственные мощности предприятия составляли 10 автобусов в месяц, а в сентябре 2004 года — увеличены до 15 автобусов в месяц. С ростом заказов на автобусы БАЗ А079, часть их производства была перенесена в Чернигов с Бориспольского автозавода, также входящего в корпорацию «Эталон».
В 2005 году ЧАЗ выпустил 575 автобусов, 
в 2006 году — 1161 автобус.
2 марта 2007 года завод ввёл в эксплуатацию новый кузовной цех. В этот же день на заводе был выпущен 2000-й автобус.
В июле 2007 года начался выпуск автобуса ЧАЗ А074, конструкция которого была разработана львовским «Укравтобуспром» на шасси FAW. 
В 2007 году ЧАЗ выпустил 1333 автобуса и закончил 2007 год с прибылью 1,4 млн. гривен, увеличив чистый доход до 151,933 млн. гривен (на 47,47% по сравнению с 2006 годом).
В 2008 году на заводе было начато производство автобуса ЧАЗ А083, всего за пять лет работы, с сентября 2003 до октября 2008 на ЧАЗ было выпущено 4 тыс. автобусов, однако начавшийся экономический кризис осложнил положение предприятия и стал причиной остановки производства с 1 декабря 2008 года. К февралю 2009 года были уволены 385 рабочих. В течение 2009 года завод работал с перебоями, но к началу февраля 2010 года положение предприятия стабилизировалось.
В феврале 2010 года завод освоил серийное производство туристического автобуса ЧАЗ А08310 «Мак». Всего в 2010 году завод выпустил 310 автобусов.

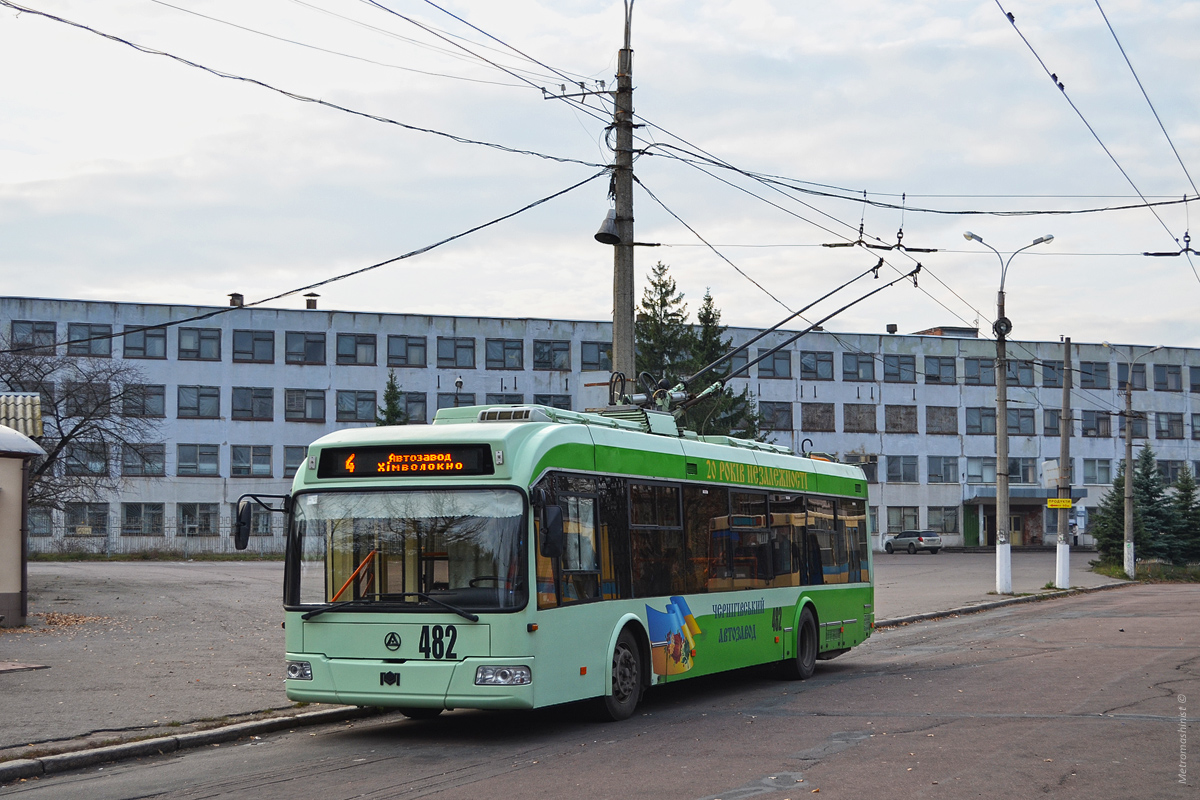
БКМ 321 на маршруте

В 2011 году завод начал производство автобуса БАЗ А081.
12 апреля 2011 заводом был представлен произведенный совместно с минским предприятием «Белкоммунмаш» троллейбус БКМ 321 (с 24 августа 2011 года вышедший на черниговский троллейбусный маршрут №4).
С 28 декабря 2011 завод освоил производство автобуса БАЗ А08110 «Волошка» на шасси "Ashok Leyland" индийского производства. В целом, в 2011 году завод выпустил 571 автобус.
В январе 2012 года на заводе началось строительство второго троллейбуса БКМ 321, однако к началу 2013 года сотрудничество с белорусской стороной было прекращено.
В конце 2012 года по документации львовского НИИ «Эталон» завод освоил производство троллейбуса Т12110 «Барвинок» (разработанного на основе конструкции автобуса Эталон А11110 «Ромашка»), однако в связи с повышением цен на белорусские комплектующие был построен только один троллейбус и 7 кузовов.
В 2013 году завод выпустил 281 автомашину, 
в 2014 году — 301, 
в 2015 году — 294 автомашины.
С начала января до конца июля 2016 завод не выпустил ни одной единицы автомобильной техники, в августе-ноябре 2016 года было построено 3 автобуса, а также 10 троллейбусов Т12110.
В 2017 году завод выпустил 178 автобусов.
В 2018 году завод выпустил 188 автобусов.
В декабре 2020 года завод продемонстрировал действующую модель своего первого трамвая.
Статистика суммарного производства автобусов и троллейбусов (в шт.)
| 2003 | 2004 | 2005 | 2006 | 2007 | 2008 | 2009 | 2010 | 2011 | 2012 | 2013 | 2014 | 2015 | 2016 | 2017 | 2018 |
| ---- | ---- | ---- | ---- | ---- | ---- | ---- | ---- | ---- | ---- | ---- | ---- | ---- | ---- | ---- | ---- |
| ~30  | ~140 | 575  | 1161 | 1333 | ~760 | ???  | 310  | 572  | ???  | 281  | 302  | 294  | 13   | 178  | 188  |

## Продукция
В 2012 году на заводе производили следующие модели автобусов и троллейбусов:
- автобус малого класса  БАЗ 2215 «Дельфин» (маршрутка).
- автобусы БАЗ А079.
- автобус БАЗ А08110, городская модификация  (Фото);
- автобус БАЗ А08120, междугородняя модификация  (Фото);
- автобус ЧАЗ А083, туристическая (междугородняя) модификация  (Фото);
- автобус ЧАЗ А074, городская модификация  (Фото);
- троллейбус БКМ—ЧАЗ 321 (Фото).

Ранее выпускались:
- автобус малого класса  БАЗ 3215 «Дельфин Макси» (выпущено 2 экземпляра) (маршрутка) (Фото (недоступная ссылка)).

Продукция, выпускаемая заводом
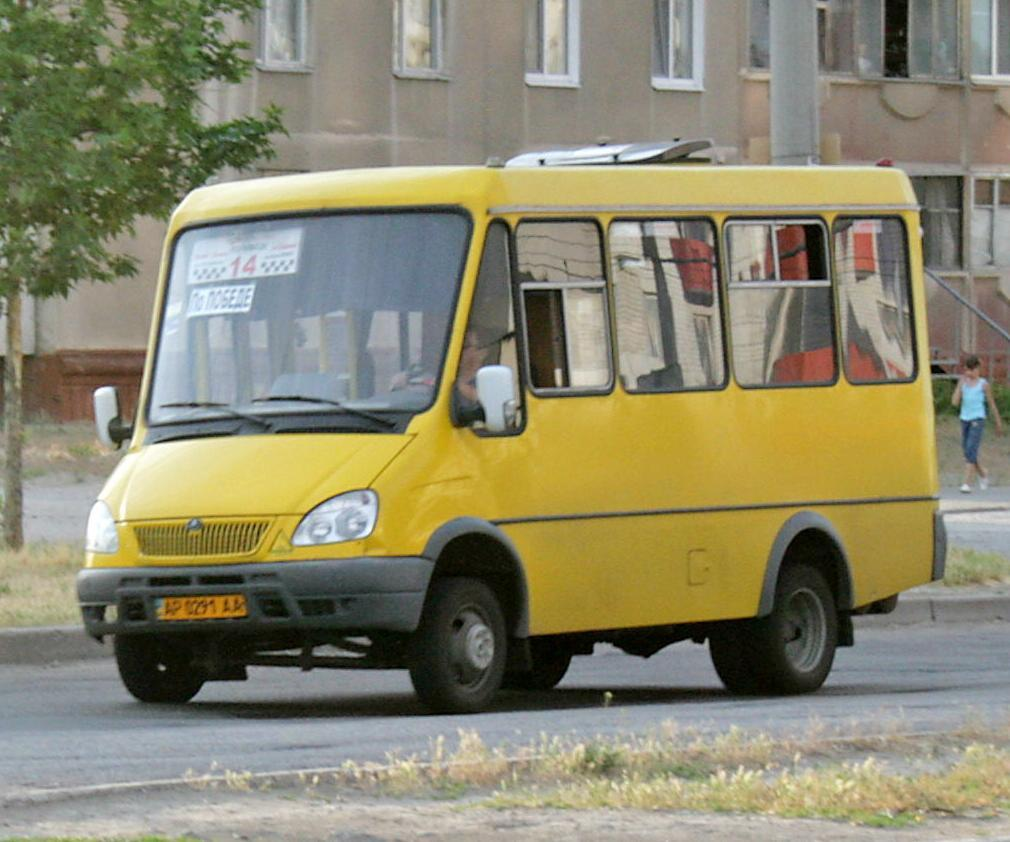
маршрутка БАЗ-2215 «Дельфин»
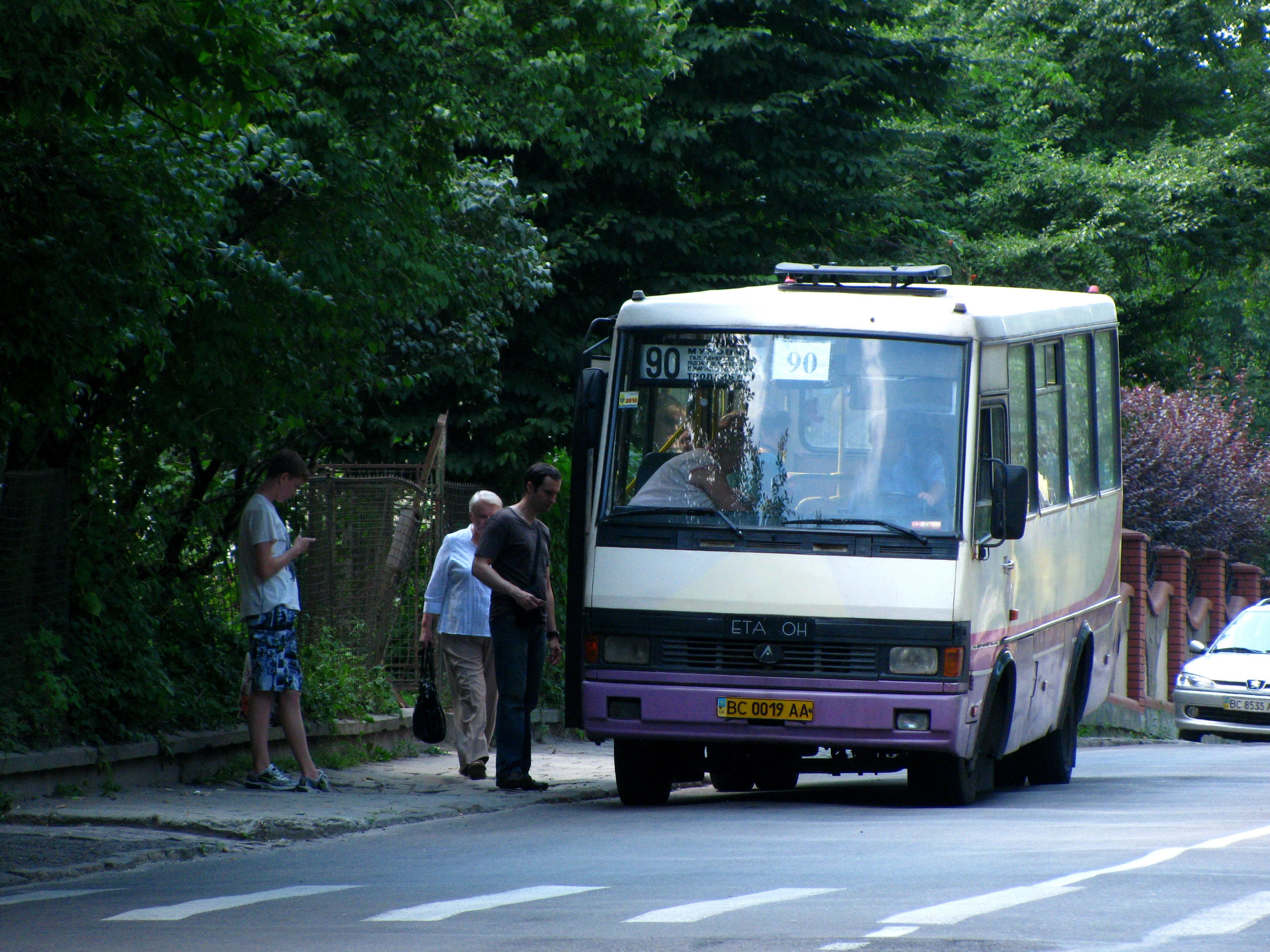
автобус БАЗ А079
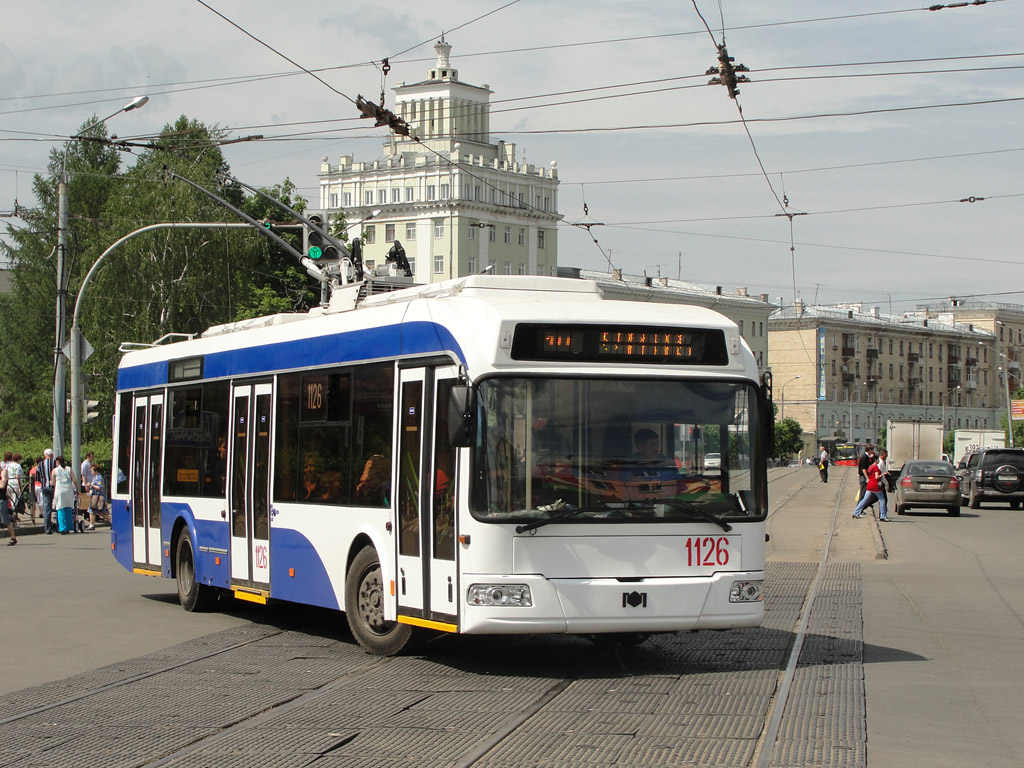
троллейбус БКМ—ЧАЗ 321